# 주제 무역
주제 무역(州際貿易)은 미국의 주 사이에 일어나는 자본, 상품, 용역 등의 상거래 행위를 말한다. 국가간 무역을 국제 무역이라 이르는 데서, 주간 무역이기에 붙여진 명칭이다. 주간 통상, 주간 무역 등으로도 불린다.

## 같이 보기
- 세계의 무역